# الدمج (الصور النقطية)
الدمج 
الدمج هو طريقة لتشفير الصور النقطية لتمكين المستلم من عرض الصورة الأصليا بحجم أصغر وأقل وضوح، نفضل هذه الطريقة عند استخدام شبكة اتصالات بطيئة نوعا ما، هذه الطريقة تمكن المستخدم من تقرير مواصلة تصفح الصفحة أو الخروج منها بشكل أسرع وأفضل 
الدمج يدعم الصيغ الاختياريه الاتيه:
جي آي إف: الدمج يحفظ الخطوط بترتيب 0, 8, 16, ...(8n), 4, 12, ...(8n+4), 2, 6, 10, 14, ...(4n+2), 1, 3, 5, 7, 9, ...(2n+1)
بي إن جي: يستعمل تقنية Adam7 algorithm التي هي تدمج بكلأ الاتجاهين طولي وعرضي
TGA : تاتسخدم خوارزميتن إختاريتين بكلأ الاتجاهين 0, 2, 4, ...(2n), 1, 3, ...(2n+1) and four-way: 0, 4, 8, ...(4n), 1, 5, ...(4n+1), 2, 6, ...(4n+2), 3, 7, ...(4n+3)
JPEG ،JPEG2000 و JPEG XR : لا يقوم بلدمج بل يقلل من جودة التردد
PGF : بتقليل التردد يستعمل نفس تقنيات أل JPEG
الدمج هو نوع من أنواع فك التشفير التدريجي لان الصورة يمكن تحميلها بشكل تدريجي، نوع آخر من أنواع فك التشفير التدريجي هو مسح تقدمي يعمل هذا النوع بفك تشفير كل خط بخطه، فيه تصبح الصورة أكبر ليس على غرار النوع الآخر تصبح الصورة أوضح، والفرق الرئيسي بينهم هو أن الدمج يمكن أن يعمل على أطر متعددة.
على سبيل المثال المتداخلة (GIF)هي صورة (GIF) 
التي تبدو أنها تصل على الشاشة مثل صورة القادمة ببطء من خلال فتح الستائر. 
يتم استبدال مخطط غامض من الصورة تدريجيا من قبل سبع موجات متتالية من تيارات بت التي تملأ الخطوط المفقود حتى وصول الصورة إلى جودتها الكاملة.
```
الرسومات المتداخلة تستخدم مرة واحدة على نطاق واسع في تصميم المواقع الإلكترونية، وقبل ذلك في توزيع ملفات الرسومات على أنظمة لوحات النشرات وغيرها من وسائل الاتصالات ذات السرعة المنخفضة. هذه الممارسة أقل شيوعا بكثير اليوم، كما هو شائع فإن
شبكة الإنترنت تسمح لمعظم الصور أن يتم تحميلها إلى شاشة المستخدم على الفور تقريبا، وتضافر عادة ما يكون أسلوب غير فعال من ترميز الصور.
```

وقد انتقد التداخل لأنه قد لا يكون واضحا للمشاهدين عند الانتهاء من تقديم صورة، على عكس الدمج غير المتداخل، حيث تقدم الصورة واضحة. (المعلومات المتبقية تظهر فارغة)